# イスラエル安全保障内閣
 国家安全保障内閣（SSC；ヘブライ語：הקבינט המדיני-ביטחוני, ハカビネット・ハメディニ・ビトホニ）、または国家安全保障問題閣僚委員会（ヘブライ語：ועדת השרים לענייני ביטחון לאומי, ヴァアダット・ハサリーム・レイニャネイ・ビトホン・レオミ）、あるいは国家安全保障問題委員会（NSAC）とも呼ばれるこの機関は、**イスラエル内閣内の「インナー・キャビネット」**であり、イスラエルの首相を議長として構成されている。
その目的は、外交および防衛政策の立案と実行にある。
この少人数の閣僚による会議体は、外交交渉の調整を担うよう設計されており、特に危機時や戦時には、迅速かつ効果的な意思決定を行うことを目的としている。

## 歴史
安全保障内閣の設置構想は、もともと1999年の選挙における中道党（Centre Party）の政策綱領の一部であり、イツハク・モルデハイが党首を務めていた。党は、新たな平和と安全保障の計画を実行するために、安全保障内閣を設置するという内容の新しい安全保障方針を提案していた。
この綱領によれば、外交計画および助言のための新たな評議会を設け、これを首相が任命する人物が主宰し、関連分野における小規模な専門チームを統括する仕組みが想定されていた。
さらに、首相、代行首相、副首相、国防省・外務省・財務省の事務次官、参謀総長、シン・ベト（Shin Bet）長官、首相軍事秘書官らが安全保障内閣の会合に定期的に出席し、外交交渉を主導する人物やその他関係する当局者も必要に応じて参加することが提案されていた。
この構想の背景には、内閣に対して専門的かつ客観的な助言を行う機関を設置するという目的があった。構成員は、さまざまな状況を評価し、代替案や監督機能を提供し、内閣および軍の立場を決定する役割を担うとされた。
実際には、この機関の設置は、2001年の「政府基本法（Government Law）」第6条に基づいて行われた。同条は以下の内容を定めている：
政府には、以下の構成による閣僚委員会を設置するものとする：首相（議長）、任命されている場合の代行首相、国防大臣、司法大臣、外務大臣、国内治安大臣および財務大臣。
政府は、首相の提案に基づき、この委員会に追加の構成員を加えることができる。ただし、その構成員の総数は内閣全体の半数を超えてはならない。

政府は、首相の提案に基づき、この委員会に追加の構成員を加えることができる。ただし、委員会の構成員数は、内閣全体の半数を超えてはならない。
取り扱う事項に関して、法律は以下の点を定めている：
(A) 外交・安全保障および入植に関する問題は、当該委員会において審議されるものとする。
(B) 委員会の会議における日々の議題および出席を要請する関係当局者は、所管大臣と協議のうえ、首相が決定するものとする。
(C) 所管大臣は、委員会内で審議されているいかなる事項についても、決定が下される前に、その案件を内閣全体の会議に移し、そこで審議および決定を行うよう要求することができる。ただし、首相が所管大臣と協議のうえ、当該事項に関して即時の決定が必要であると確信する場合、またはその他、委員会による決定を正当化する事情があると判断した場合には、この規定は適用されない。

### 戦時内閣
ヨム・キプール戦争の際、複数の閣僚からなるグループが恣意的に編成され、その戦争中における基本的な意思決定の責任を担うこととなった。このグループは後に「戦時内閣（War Cabinet）」として知られるようになり、さらに「ゴルダの台所（Golda's kitchen）」という異名でも呼ばれるようになった。
この「戦時内閣」は、非常時において独自に意思決定を行い、その決定は政府によって事後的に承認される形が取られていた。
このような経緯を背景に、当時からすでに、この種の内閣の必要性と役割についての議論が生じていた。一方で、一部には、閣僚が戦争を自らの判断で指揮すべきであり、誰の承認も必要としないとする意見も存在していた。